# Gorgipo
Gorgipo de Bósforo fue un soberano del Reino del Bósforo que reinó conjuntamente con su hermano Leucón I, a partir del 389 a. C.

## Origen
Según Polieno, Gorgipo era hijo de Sátiro I.

## Reinado
Polieno indica que Gorgipo sucedió a Sátiro I, que murió de pena tras la muerte de su enemiga Tirgataó, reina de las «ixomantes», y de Metrodoro, otro de sus hijos.
Siempre según Polieno, tuvo que implorar, la clemencia de la reina Tirgataó y ofrecerle presentes (¿un tributo ?) para obtener la paz. En este contexto, parece que Gorgipo gobernaba la parte asiática del reino de Bósforo, ubicada cerca de Mar de Azov y sobre todo el «reino de los sindos» (de hecho una ciudad griega), confiscada a su cuñado Hecateo, cuyo capital, el puerto de Sindice o Sindos fue renombrada, Gorgipia.

## Descendencia
Cronológicamente, Gorgipo parece ser el padre de la princesa Camasaria, esposa de Perisades I Ier.